# Bergiselschanze
Bergiselschanze é uma colina de saltos de esqui localizada em Bergisel, Innsbruck (Áustria. É uma das mais importantes infraestruturas da Taça do Mundo de Saltos de Esqui da FIS, acolhendo anualmente a terceira competição do prestigiado Torneio Four Hills.
As suas primeiras competições foram realizadas na década de 1920, usando construções simples de madeira. A colina maior foi construída primeiramente em 1930, sendo reconstruída antes dos Jogos Olímpicos de Inverno de 1964 para provas individuais de colinas maiores. Nos  Jogos de 1976, a infraestrutura recebeu a mesma competição. A colina na sua forma atual foi concluída em 2003 e foi desenhada pela arquiteta iraquiana-britânica Zaha Hadid.